# Magdalen College (Oxford)
Magdalen College, ou plus simplement Magdalen, est l'un des plus prestigieux collèges de l'université d'Oxford. Fondé en 1448 sous le nom de Magdalen Hall par William Waynflete, évêque de Winchester, l'établissement reçut son nom définitif en 1458. La haute tour carrée qui domine le collège, dite « tour de Magdalen », est l'un des points de repère caractéristiques de la ville d'Oxford.
Le budget prévisionnel de Magdalen College pour l'année 2006 s'élevait à 153 millions de livres. Selon les statuts établis par le fondateur, ce budget inclut une dotation annuelle pour la chorale de la chapelle. Par ailleurs, ces statuts précisent que le nom de Magdalen doit être prononcé « Modline » ([ˈmɔːdlɪn]).
Parmi ses étudiants les plus illustres, on citera Oscar Wilde, Julian Barnes, Erwin Schrödinger ou Peter Brook.

## Le domaine
Situé en bordure de la rivière Cherwell, le domaine comprend le « Parc aux daims » et l'« allée d'Addison ». Les terrains s'étendent à l'est et à l'ouest des bâtiments, au centre d'Oxford mais à l'extérieur de l'ancienne muraille, entre Longwall Street, High Street et St Clement's.
En hiver et au printemps, la grande prairie du nord-ouest accueille une harde de daims. Au XVIe siècle, bien avant l'introduction de ces animaux, cet espace était occupé par des jardins, des bosquets, des vergers et des pelouses de gazon où l'on pratiquait le jeu de mail. Pendant la guerre civile du XVIIe siècle, l'endroit servit de cantonnement à un régiment de soldats.
À l'est du collège, la grande pelouse triangulaire se couvre au printemps de fleurs d'une espèce très rare (des Fritillaria Meleagris) dont la présence est attestée depuis la fin du XVIIIe siècle. Une fois la floraison terminée, on y amène les daims pour l'été et l'automne.
La pelouse est bordée par l'« allée d'Addison », ombragée par ses arbres. Elle doit son nom à Joseph Addison, qui enseigna à Magdalen College. Cette allée aussi belle que paisible est l'une des promenades favorites des étudiants, des professeurs et des visiteurs, même si, au plus fort de l'été, la Cherwell risque de produire des odeurs désagréables dues au croupissement des eaux. Enfin, au nord-est, un jardin tout en longueur s'étire sur la rive de la Cherwell.

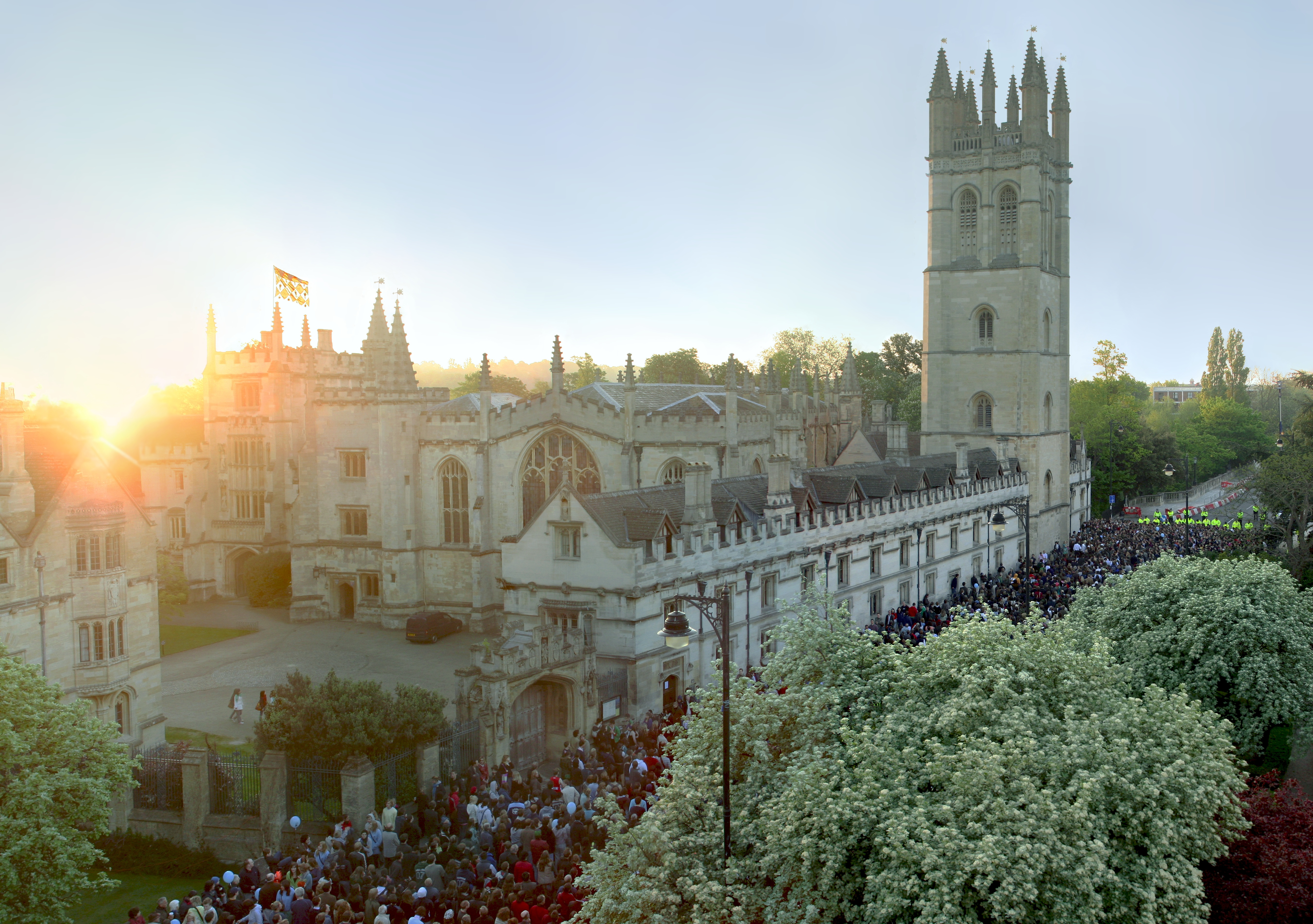
Magdalen College, façade sur High Street lors du May Day 2007.
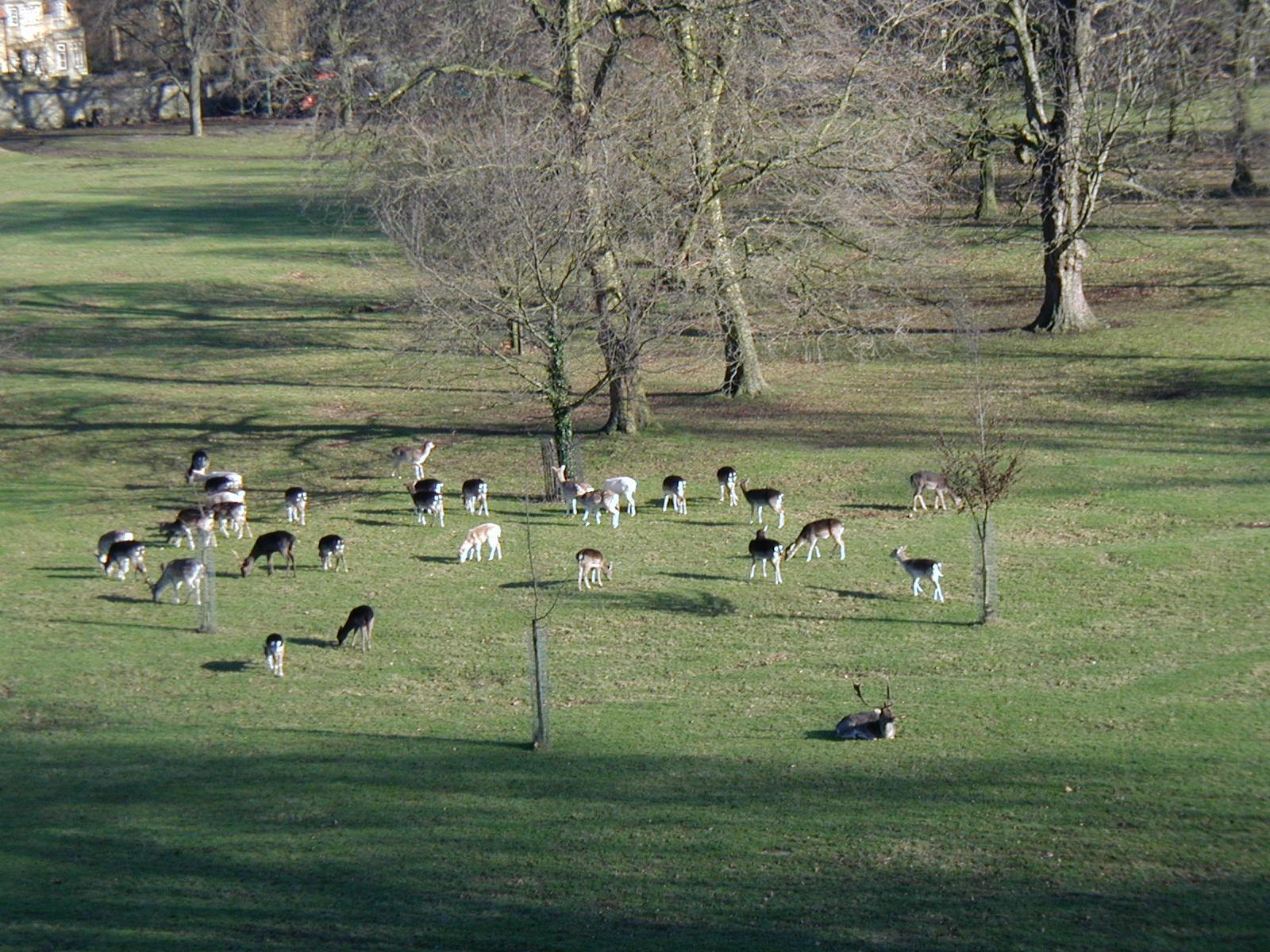
Le Parc aux daims.
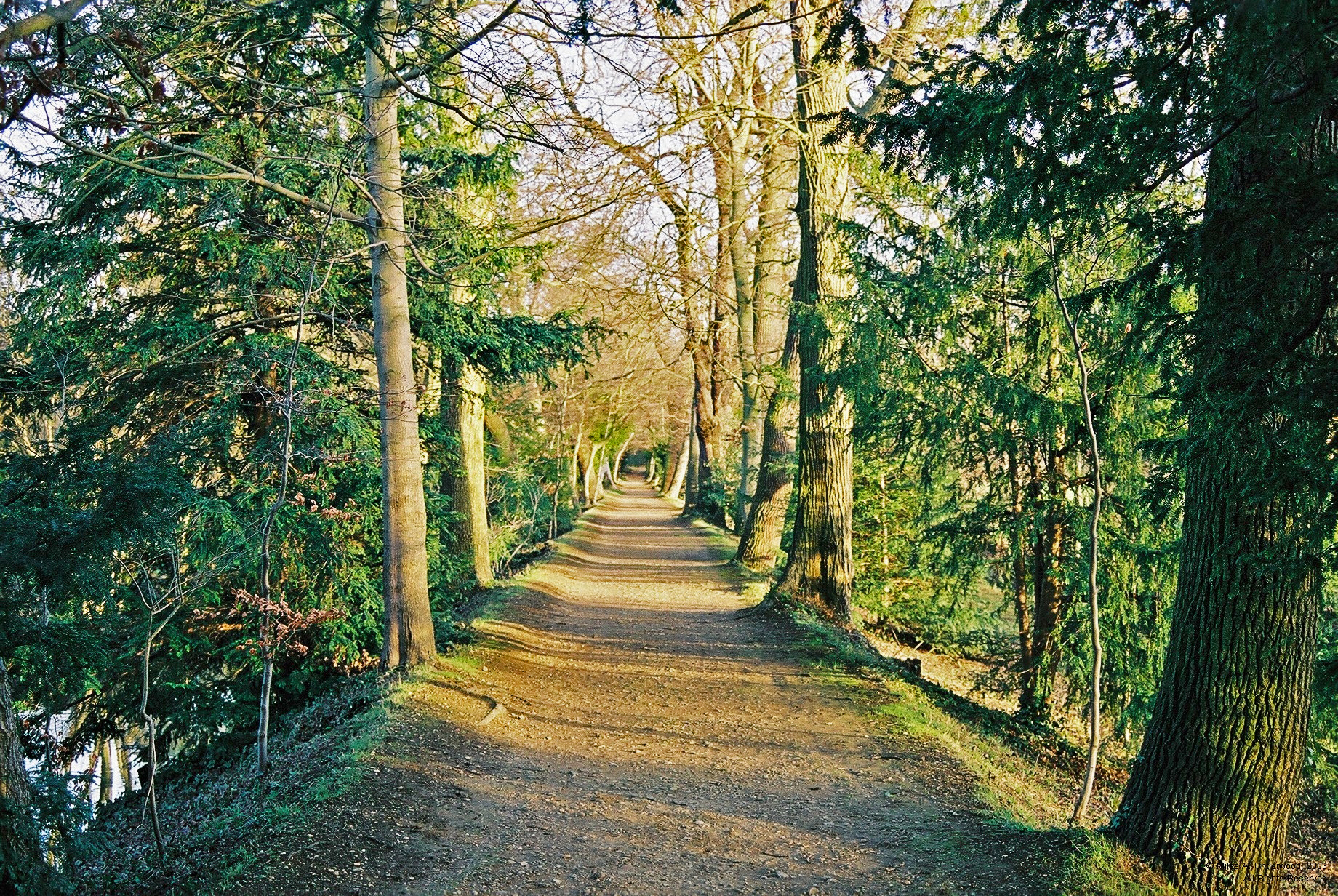
L'allée d'Addison en hiver.

## Les bâtiments
Lorsqu'on arrive à Oxford par l'est, on ne peut manquer d'apercevoir la grande tour carrée de Magdalen College, élevée entre 1492 et 1509. Le bâtiment principal et la chapelle datent de la même époque, tout en ayant subi de multiples transformations depuis lors.
Le Cloître, ou Grand Quadrilatère, fut édifié en 1474-1480 et a subi quelques vicissitudes. En 1822, comme l'aile nord menaçait ruine, on ferma cette partie du collège et on la démolit, pour la reconstruire peu après. Au début du XXe siècle, des travaux de rénovation parvinrent à lui restituer son caractère médiéval. Dans les années 1980, on utilisa les combles, qui sont immenses, pour y aménager des logements d'étudiants.

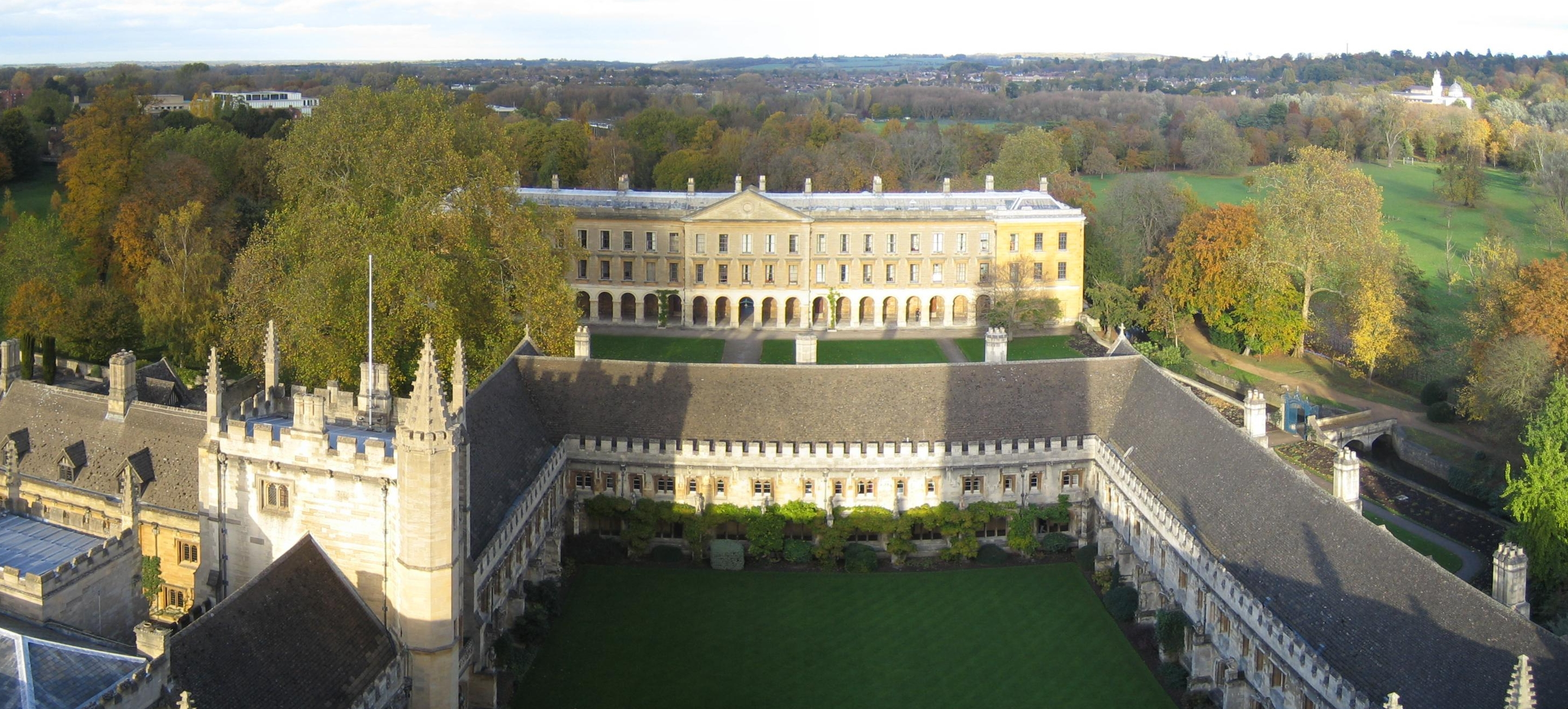
Le Cloître, avec le Nouveau Bâtiment en arrière-plan

Le Nouveau Bâtiment, quant à lui, date de 1733 et s'étend au-delà d'une très vaste pelouse au nord du Cloître. À l'origine, il devait former l'un des quatre côtés d'un nouveau quadrilatère mais le projet fut abandonné. Seul ce bâtiment fut réalisé. C. S. Lewis y eut ses appartements.
Le collège comporte quatre autres cours carrées : la cour St John, de forme irrégulière, la cour du Chapelain, la cour St Swithun et la cour Longwall, où se trouve la bibliothèque. Ces deux dernières datent de la fin du XIXe siècle.

## Le chœur
Magdalen abrite l'une des trois fondations chorales d'Oxford, au sens où l'existence d'un chœur est mentionnée dans les statuts des établissements concernés. Les deux autres collèges sont New College et Christ Church. Le chœur se compose de douze étudiants de Magdalen et de seize garçons de 7 à 14 ans, tous élèves de l'établissement voisin, Magdalen College School, initialement fondé pour  former les futurs étudiants du collège. Toutefois, Magdalen College School a acquis son indépendance depuis longtemps.

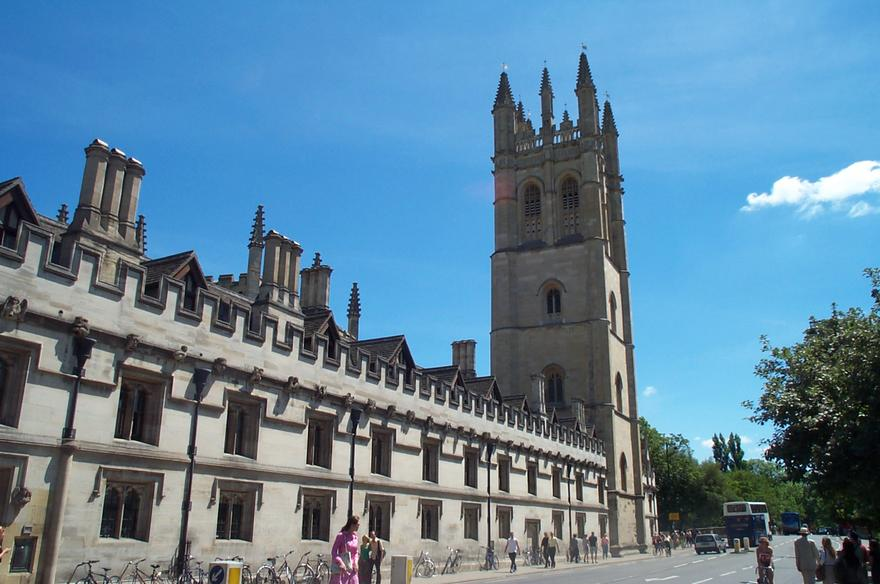
La façade sur High Street

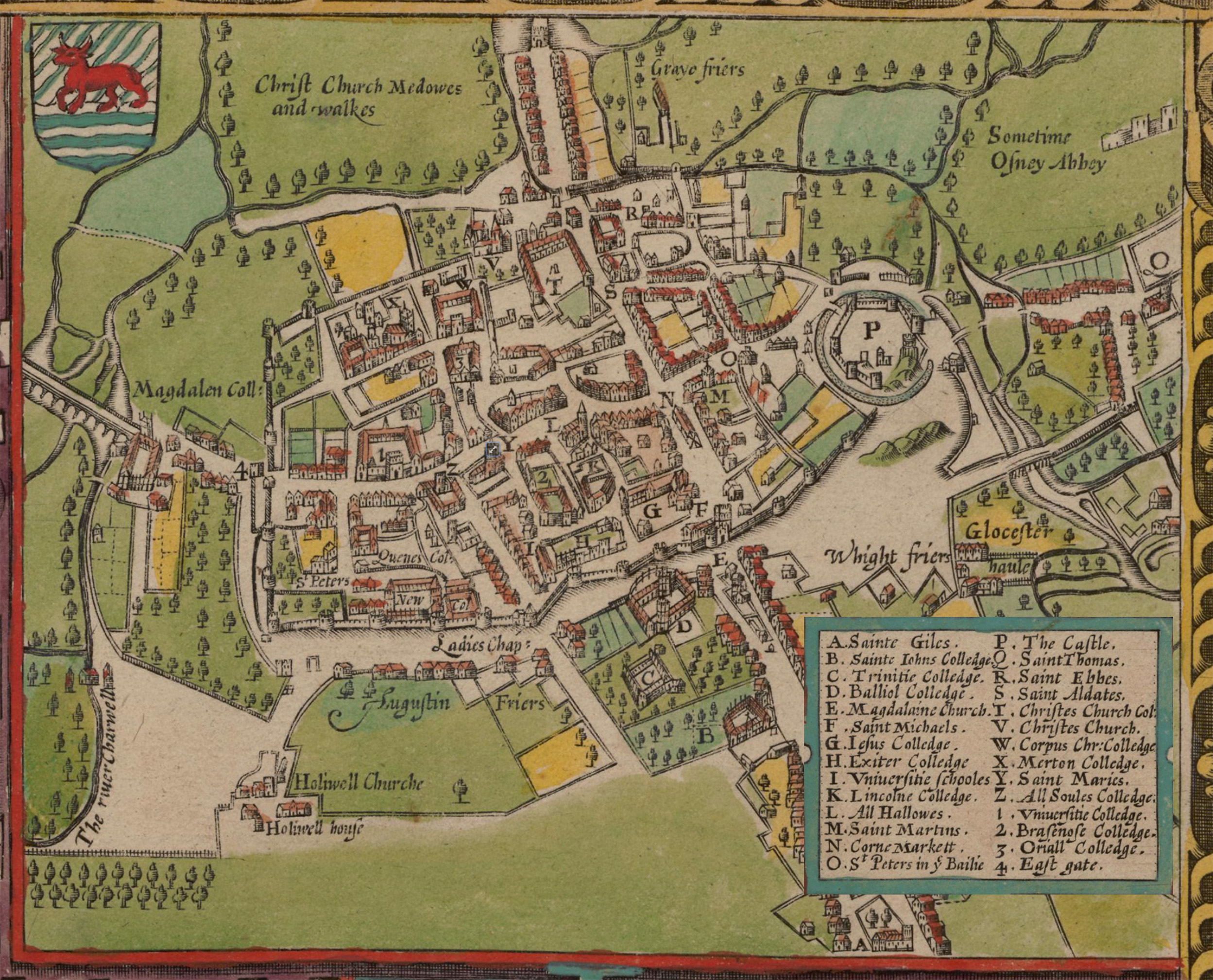
Plan d'Oxford en 1605 avec Magdalen College à l'extrémité gauche

Entre autres obligations, les choristes de Magdalen doivent assurer les offices du collège, les tournées et les enregistrements de disques. De surcroît, chaque année, ils donnent le coup d'envoi aux festivités du 1er mai (May Day) dans la ville d'Oxford, en vertu d'une tradition vieille de plus de cinq siècles. Réunis au sommet de la grande tour carrée de Magdalen, à 6 heures du matin précises, ils chantent l' Hymnus Eucharisticus, œuvre de Benjamin Rogers, « Doctor of Musique of the University of Oxon, 1685 », dont le collège possède encore la partition. Rassemblée au pied de la tour, dans High Street et sur Magdalen Bridge, la foule écoute les chanteurs avant de se disperser dans les rues, où auront ensuite lieu des improvisations musicales et des danses folkloriques pendant environ deux heures. La plupart des étudiants d'Oxford qui assistent à cette cérémonie sont en habit ou en smoking malgré l'heure matinale, car des bals les ont tenus éveillés toute la nuit précédente.
Au cours de cette longue histoire, des organistes tels que Daniel Purcell, Sir John Stainer ou Bernard Rose accompagnèrent le chœur de Magdalen. L'orgue  a également été tenu par Dudley Moore. L'actuel Informator Choristarum, ou chef de chœur, est le compositeur Bill Ives.
En 2005, le chœur reçut une nomination aux Grammy Awards pour son CD With a Merrie Noyse, sur une musique d'Orlando Gibbons. D'autres enregistrements incluent Blue Planet pour la BBC et le Ecce Cor Meum de Paul McCartney.

## Personnalités liées au collège

### Enseignants
- Joseph Addison
- C. S. Lewis
- Ellis Waterhouse
- Seamus Heaney

### Étudiants
- Tom Adams
- Donald Adamson
- Paul Agnew
- Kenneth Baker
- Julian Barnes
- John Betjeman
- Stephen Breyer
- Peter Brook
- John Buckland Wright
- Wesley Clark
- Robert Conquest
- Norman Davies
- Michael Denison (en)
- Alfred Douglas
- Ronald Dworkin
- John Carew Eccles
- Édouard VIII du Royaume-Uni
- Gareth Evans
- James Fenton
- Howard Walter Florey
- Malcolm Fraser
- J. Paul Getty
- Edward Gibbon
- William Hague
- Albert Hourani
- Jeremy Hunt
- Gladwyn Jebb
- Keith Joseph
- Anna Lapwood
- Rupert zu Loewenstein
- lord Lovat
- John Lyly
- Terrence Malick
- Peter Medawar
- Dudley Moore
- Vinícius de Moraes
- Desmond Morris
- George Osborne
- Hormuzd Rassam
- Sir John Scarlett
- Erwin Schrödinger
- Charles Scott Sherrington
- David Souter
- Andrew Sullivan
- Tomohito de Mikasa
- William Tyndale
- Jigme Khesar Wangchuck
- Oscar Wilde
- Thomas Wolsey
- Herbrand Sackville